# Zhu Qingyu
Zhu Qingyu (c. 797- ?) (chinois : 朱庆余 ; chinois traditionnel : 鹿虔扆 ; pinyin : Zhū Qìngyú ; Wade : Lu Ch'ienyi) est un poète chinois du milieu de la dynastie Tang et un contemporain du renommé poète Zhang Ji. Il passe les examens impériaux en 826 et devient un lettré érudit. Il travaille comme fonctionnaire et entretient des liens étroits avec plusieurs poètes de son époque. Ses dates précises de naissance et de décès sont inconnues.

## Biographie
Zhu Qingyu naît vers 797. Il vient de Yuezhou (aujourd’hui Shaoxing, province du Zhejiang). Son vrai prénom est Kejiu (可久), mais tout le monde le connaît sous son nom de courtoise Qìngyú (慶餘). 
Avant les examens impériaux de la dynastie Tang, les candidats de toutes les régions se réunissent dans la capitale. Zhu Qingyu fait partie de ces candidats. À cette époque, il existe une pratique très répandue qui consiste à être recommandé par une personne de grande réputation avant les examens ce qui facilite le succès, cela témoignant de l’ambiance plus ou moins corrompue du système. Pour ce faire, plusieurs utilisent leurs propres écrits et les soumettent à une personne influente, pour augmenter leur visibilité, obtenir une reconnaissance et subséquemment être recommandés. Ainsi, dans ce but, Zhu Qingyu, avant les examens, rend visite au poète Zhang Ji, le vice-directeur bien connu et respecté du bureau des Voies navigables et de l’Irrigation, et lui remet des écrits et poèmes. Après la lecture des textes de Zhu Qingyu, Zhang Ji est très impressionné et fait son éloge auprès de ses collègues. Comme Zhang jouit à l’époque d’une grande réputation sociale, de nombreuses personnes s’empressent de recopier les œuvres de Zhu afin de les réciter ce qui a comme résultat que la réputation de Zhu se propage instantanément.
Comme prévu, grâce à la promotion et à la recommandation de Zhang Ji, Zhu Qingyu réussit brillamment l’examen impérial et a son diplôme jinshi (doctorat) en 826. Par la suite, il obtient un poste à la Bibliothèque Impériale en tant qu’éditeur. Plus tard, il devient le musicien en chef à la cour. Il se lie d’amitié avec des poètes de la fin de la dynastie Tang, notamment Jia Dao et Yao He, et ensemble, ils composent et échangent des poèmes. 
Son année de décès est inconnue. 
Ses exploits sont consignés dans le volume 12 de Discussions amicales de Yunxi (雲溪友議  : Yunxi Youyi), dans le volume 19 de Catalogue annoté des livres de la salle Zhizhai (直齋書錄解題 :Zhizhai Shulüe Jie Ti ) et dans le volume 6 de (Biographies annotées des lettrés talentueux de la dynastie Tang (唐才子傳校箋: Tang Caizi Zhuan Xiaojian).

## Poésie
Zhu Qingyu entretient une relation étroite avec le poète Zhang Ji. Sous l’influence de ce dernier, il devient habile à composer de la poésie de forme régulière (律诗). Son style poétique est frais et clair, avec des descriptions détaillées. 
En plus de ses quatrains, il a écrit plus de cent œuvres célèbres en cinq et sept vers, parmi lesquelles on trouve plusieurs chefs-d’œuvre, mais ce sont ses quatrains qui ont reçu le plus de louanges de la part des générations suivantes.
Les poèmes de Zhu ont été rassemblés dans Poèmes complets de la dynastie Tang (全唐诗:  Quán Táng Shī) en deux volumes; ils sont au nombre de cent soixante-dix-sept. 

### Poème

#### Fleur du manoir abandonné(废宅花)
| Chinois 数树荒庭上， 芬芳映绿苔。 自缘逢暖发， 不是为人开。 | Traduction libre Quelques arbres dans la cour déserte, Leur parfum se reflétant sur la mousse verte. Les fleurs s’épanouissent grâce à la chaleur, Mais ce n’est pas pour l’homme qu’elles fleurissent. |
| 色艳莺犹在， 香消蝶已回。 相从无胜事， 谁向此倾杯。         | Les couleurs vives attirent les rossignols Mais le parfum s’estompant, les papillons sont partis. Sans événements heureux à souligner, Qui viendrait vider la coupe ici ?.                              |